# 永崎翔
永崎 翔（ながさき しょう、1985年1月25日 - ）は、大阪府高槻市出身のシンガーソングライターである。血液型はA型。身長161cm。

## バイオグラフィ

### 概要
現在メインとして使用している黒いギターでは「ペグ」を特注で赤に塗装したり、ピックアップに黒のフェルトを貼るなど、ギターへの拘りがある。※本人の過去BLOG談。
初となる楽曲提供ソング、NYCが歌う「十月の雨シズク」は元々本人がタイトル違いの「六月の雨シズク」として歌っていた。

## 略歴
- 2000年 -2001年 TEENS' MUSIC FESTIVALにてベストギタリスト賞・ティーンズ大賞受賞
- 2004年 「真剣10代しゃべり場」に15期生として出演
- 2004年 ソニー・マガジンズ発行、ボーカリスト雑誌「BREaTH」の全国大会にて審査員特別賞受賞
- 2007年 よしもとアール・アンド・シーと契約
- 2008年12月3日 「答えはそこだ」でメジャーデビュー
- 2009年 4月1日 2ndシングル「春もよう」をリリース
- 2009年 6月〜 本人完全に一人による「永崎翔のひとり旅」というコミュニテーFM局巡りをスタート

※公式HP内でドキュメント動画を配信（動画編集も本人が行っている）
- 2010年 1月〜 初パーソナリティー音楽番組【永崎翔の「真剣20代かたり場」】の放送開始
- 2010年10月20 NYC(ジャニーズJr)2ndシングル・カップリング「十月の雨シズク」発売。※作詞/作曲/バックコーラス/ブルースハープ担当

## ディスコグラフィ

### シングル
1. 答えはそこだ（2008年12月3日）（テレビドラマ「チーム・バチスタの栄光」挿入歌）
  - カップリング：また逢う日まで
2. 春もよう（2009年4月1日）（日本テレビ系「億万笑者!〜S-1バトルへの道〜」エンディングテーマ）
  - カップリング：ここが今僕の街

## 楽曲提供
- 【ピラメキーノ】（テレビ東京、2009年4月 -）

番組内ジングル担当。
- 【NYC】（「よく遊びよく学べ」通常版ボーナストラック収録 2010年10月20日発売）

十月の雨シズク（作詞・作曲・バックコーラス・ブルースハープ）

## ラジオ
【永崎翔の「真剣20代かたり場」】（ラヂオつくば、2010年1月-）

毎週1アーティストをマニアックな観点で追求する永崎翔・初パーソナリティー音楽番組。番組後半では弾き語りによるカバー演奏を行う。
《過去の演奏曲》
- 第01回2010年1月13日

CHAGE and ASKA 「LOVE SONG」 本人が一番尊敬しているというCHAGE and ASKAの曲をLIVEバージョンで演奏。
- 第02回2010年1月20日

山崎まさよし 「ドミノ」 ギタープレーでは“○年ツアーのバージョンで演奏します”とマニアックテクニックを見せた。
- 第03回2010年1月27日

マイケル・ジャクソン 「SHE'S OUT OF MY LIFE」 曲の細かなエピソードやMJについて熱く語った。
- 第04回2010年2月03日

玉置浩二 「aibo」 “安全地帯の特集は別の回に”と、ソロアルバムの隠れエピソードや主演ドラマについて語った。
- 第05回2010年2月10日

松任谷由実 「青いエアメイル」 歌詞の世界を中心に、彼が上京後麻布のレストラン『キャンティ』へ行ってきたというエピソードなどを語る。
- 第06回2010年2月17日

ハナレグミ 「督促嬢」 今回も歌詞を中心に、“ハナレグミ”という名前の由来話など普通特集しないような部分を語る。弾き語りでは久々のアップテンポ曲。
- 第07回2010年2月24日

CHAGE and ASKA 「この恋おいらのからまわり」 2回目となる特集は、“ライブ・イン田園コロシアム81”について。かなりのマニアックMCを展開。
- 第08回2010年3月03日

マイケル・ジャクソン 「You Rock My World」 “THIS IS ITの特典映像”を分析するという独特な特集。カバー曲では人生初のアカペラ（64トラック）を聴かせた。
- 第09回2010年3月10日

松田聖子 「小麦色のマーメイド」 この日は“カバー曲の深さ”についての特集。自身のカバー曲は、宅録アレンジ音源を発表。前回放送同様、弾き語りではなかった。
- 第11回2010年3月24日

シュガー・ベイブ 「今日はなんだか」 彼がデビュー前（22歳）、現レコード会社でデビューに向け本格的にレコーディングされたという幻の1曲。※未発売音源
- 第15回2010年4月21日

ORIGINAL LOVE 「接吻」 4月15日に行われた彼のデビュー後初となるワンマンLIVEで、この番組用に収録されたLIVEカバー音源を公開。
- 第50回2010年12月22日

稲垣潤一 「クリスマスキャロルの頃には」 50回記念&クリスマス直前ということで久々となるカバー曲が演奏された。少しロック色の強いアコーステックアレンジ。
CHAGE and ASKA 「You Aer Free」 オリジナルカラオケに歌を吹き込むという初めてのパターンでのカバー。※本人曰く「これはカバーではなく“コピー”ですので！」と後説。
- 第51回2010年12月29日

「お正月 (歌曲)」 日本の有名な童謡をジャジーにアレンジし演奏。※弾き語りではなく宅録によるBANDサウンド。
- 第61回2011年05月04日

杏里 「オリビアを聴きながら」 4月に行われたワンマンLIVEの音源。黒田晃年（ギタリスト）の演奏に合わせ、珍しく本人はギターを持たずハンドマイクで歌った。